# لئونی (فیلم)
لئونی (به انگلیسی: Leonie) فیلمی محصول سال ۲۰۱۰ و به کارگردانی هیساکو ماتسویی است. در این فیلم بازیگرانی همچون امیلی مورتیمر، ناکامورا شیدو، کریستینا هندریکس، میکو هارادا، کئیکو تاکشیتا، ماساتوشی ناکامورا، مری کی پلیس، جی کارنز، ایسامو نوگوچی و مارکو سنت جان ایفای نقش کرده‌اند.